# Homoneura umbrosa
Homoneura umbrosa är en tvåvingeart som beskrevs av Malloch 1929. Homoneura umbrosa ingår i släktet Homoneura och familjen lövflugor. Inga underarter finns listade i Catalogue of Life.